# Hrenovina

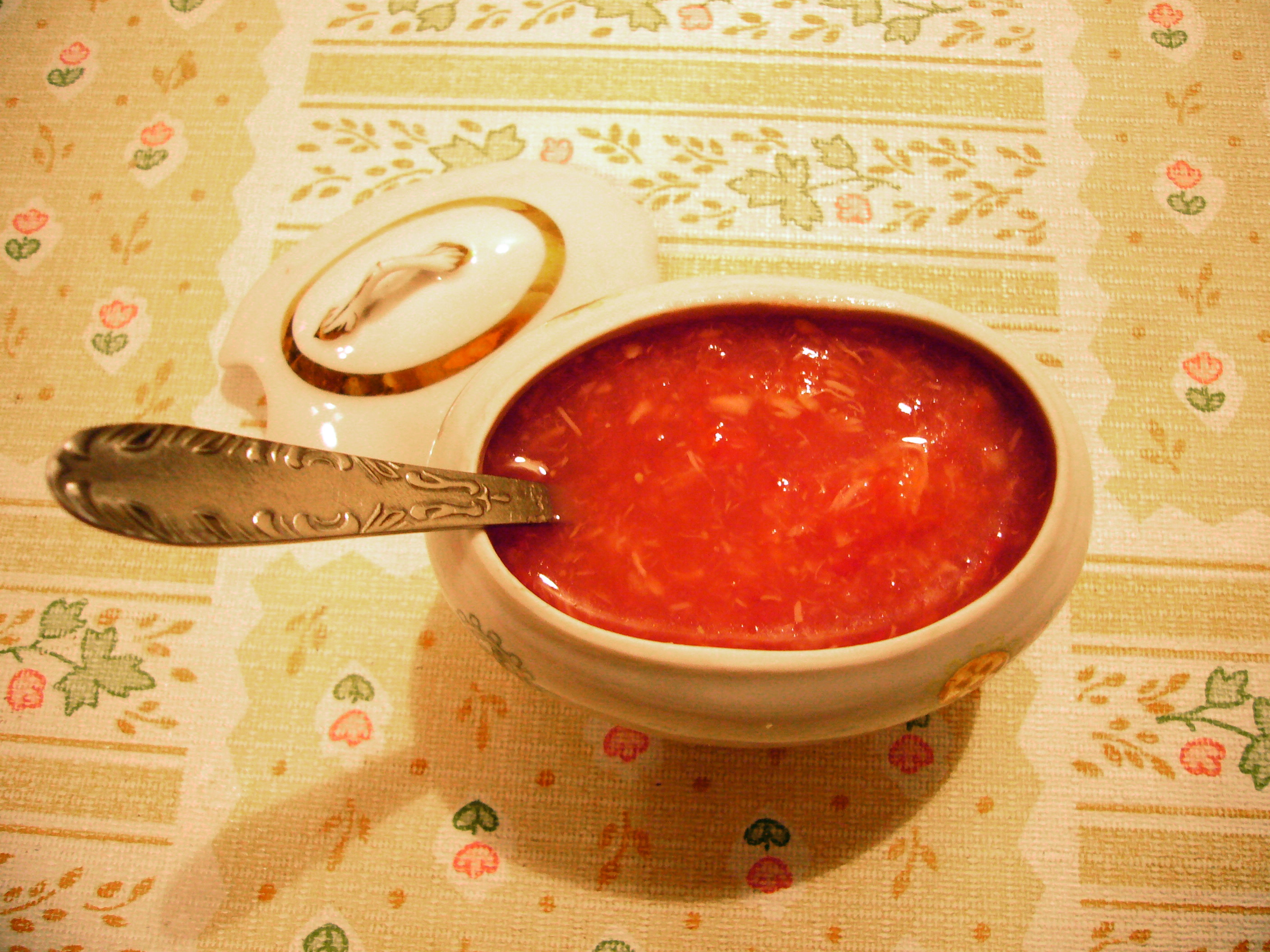
Sauce hrenovina dans un saucier.

La sauce hrenovina (en russe Хреновина) est une sauce au raifort, servie avec le plat principal, et notamment avec les pelmeni. Consommée surtout en Sibérie, elle est parfois surnommée «hrenoder» ou «ogoniok» .

## Recette
Elle est préparée en hachant ensemble des ingrédients frais : tomates, raifort, l'ail et sel. Certaines recettes rajoutent également du poivre noir moulu, du paprika, du poivron doux, des carottes, du vinaigre et du sucre.
Aujourd'hui, la hrenovina est produite industriellement et se trouve dans tous les commerces.

## Conservation
La durée de conservation dépend de la quantité de raifort et d'ail utilisé : plus il y en a, plus elle sera longue. Elle peut être mise au réfrigérateur pendant une longue période sans conservateur et dans un bocal fermé.